# Grønlandsk Wikipedia
Grønlandsk Wikipedia (grønlandsk: Kalaallisut Wikipedia,  dansk: den grønlandsksprogede Wikipedia) er den grønlandsksprogede  version af det verdensomspændende encyklopædi-projekt Wikipedia. Den grønlandskprogede wikipediaudgave blev startet 26. december 2003.
Pr. torsdag den 27. marts 2025 har  Wikipedia 242 artikler, 17 aktive bidragydere og 3 administratorer.